# Sex and Breakfast
Sex and Breakfast ist eine US-amerikanische Filmkomödie aus dem Jahr 2007. Regie führte Miles Brandman, der auch das Drehbuch schrieb.

## Handlung
Zwei junge Paare haben sexuelle Probleme und überlegen, auf welche Art sie ihre Beziehung wieder in Gang setzen können. Bei Ellis und Renee ist es vorrangig die Langeweile, die ihr Liebesleben hemmt und die sie beispielsweise mit Fallschirmspringen zu überwinden versuchen. Zudem gesteht Renee, sie habe unausgelebte lesbische Fantasien. Bei James und Heather sind es dagegen handfeste Probleme – sie kann nicht zum Orgasmus kommen. Beide Paare suchen die Dienste der Sexualtherapeutin Dr. Wellbridge auf, die ihnen einen Partnertausch vorschlägt.
Die Paare beschließen, dem Rat von Dr. Wellbridge zu folgen und für ein sexuelles Abenteuer die Partner zu tauschen. Dabei kommt es zu einer Reihe von Pannen, angeheizt durch Eifersucht, Verwirrung und Unsicherheiten. Am Ende entdecken Ellis und Renee erneut den Wert der Liebe und der Beziehung, während die Partnerschaft von James und Heather in die Brüche geht. Als Ergebnis kommen sie alle zu dem Schluss, dass eine auf Sex basierende Beziehung nur vorübergehend sein kann und die Empfehlung von Dr. Wellbridge zu nichts Gutem geführt hat.

## Kritiken
John Anderson schrieb in der Zeitschrift Variety vom 3. Dezember 2007, der Film biete gequälte Gespräche und weniger Sex, als der Titel es nahelegen könne. Die Vorführung in nur einem Kino in Los Angeles scheine den Tod „der ganzen Affäre“ zu verkünden. Die Darstellungen seien gut, besonders jene der glaubwürdig wirkenden Alexis Dziena, jene der „charmanten“ Eliza Dushku und jene des „charismatischen“ Kuno Becker. Auf die geringe Ausgewogenheit der beiden gleichberechtigt im Titel stehenden Aspekte zielten auch andere Rezensenten ab. Zudem wurde eine „fast endlose Reihe von faden, jammernden, nirgendwo hingehenden Gesprächen und Wegwerfsequenzen“ bemängelt, die schließlich zu dem unvermeidlichen Sextreffen führe.
Stephen Farber schrieb in der Zeitschrift The Hollywood Reporter vom 21. November 2007, der Film bringe das Publikum zum Gähnen. Er erweise sich als „schwülstig“ und „gegenstandslos“. Die traditionellen Probleme des US-amerikanischen Publikums mit dem Thematisieren der Sexualität würden geringe Erfolge an den Kinokassen bewirken. Die wenigen Zuschauer, die sich wegen des Titels in die Kinos „hereinschleichen“ würden, würde der Film enttäuschen, weil er nicht viel Haut zeige. Die Darsteller seien fotogen und würden ihre eindimensionale Rollen gut spielen. Die Kameraarbeit sei „hübsch“; die Filmsets seien minimalistisch, aber gut gewählt.
Im Gegensatz dazu hebt der Rezensent von MTV lobend hervor, dass der Film junge Erwachsene zeige, die sich auf erwachsen verhalten würden, und es sich um vier talentierte Schauspieler handele, die alle ausreichend Zeit auf dem Schirm hätten. Gleichwohl gebe es deutliche Schwächen im Skript, die es ihm verunmöglichen würden, sich die Beweggründe und Motive der Charaktere zu erarbeiten.
Bei dem Aggregator Rotten Tomatoes wurden elf Profikritiken gezählt, von denen lediglich eine „fresh“ sei und zehn „rotten“, was einem Wert von 9 % auf dem „Tomatometer“ entspricht. Die Nutzer selbst zeigte sich deutlich wohlwollender: Bei einem Stand von rund 4.100 Stellungnahmen (Stand November 2018) mochten 21 % den Film.

## Hintergründe
Anfang August 2006 wurde bekannt, dass Macaulay Culkin in dem Film mitspielt, seiner ersten relevanten Rolle seit dem 2004er-Werk Saved! – Die Highschool-Missionarinnen. Der Film wurde in Los Angeles im August und September 2006 gedreht. Nach einer Vorführung am 2. November 2007 auf dem American Film Market wurde der Film seit dem 30. November 2007 in einem Kino in Los Angeles gezeigt. Am 22. Januar 2008 ist eine Veröffentlichung in den USA als DVD erschienen.

## Trivia
Nach Abschluss der Dreharbeiten nahm Macaulay Culkin für zehn Jahre keine größeren Rollen mehr an. Erst 2017 war er bei Changeland, dem Regiedebüt von Seth Green, der gemeinsam mit Breckin Meyer auch zu den Darstellern gehörte, wieder an einer nennenswerten Produktion beteiligt.